# Резолюция Совета Безопасности ООН 1021
Резолюция Совета Безопасности Организации Объединённых Наций 1021 (код — S/RES/1021), принятая 22 ноября 1995 года, ссылаясь на все резолюции, касающиеся конфликтов в бывшей Югославии, в частности резолюций 713 (1991) и 727(1992). Совет установил частичную отмену эмбарго на поставку оружия в бывшую Югославию.
Совет подтвердил приверженность мирному урегулированию конфликтов путём переговоров со всеми заинтересованными сторонами. Приветствовалось парафирование Общего рамочного соглашения в Дейтоне об установлении мира между Боснией и Герцеговиной, Хорватией, Союзной Республикой Югославией и другими сторонами.
Положение в бывшей Югославии создавало угрозу для международной безопасности, поэтому, действуя в соответствии с главой VII Устава Организации Объединенных Наций, Совет постановил, что эмбарго на поставку оружия и военного снаряжения в бывшую Югославию будет прекращено только со дня, когда Генеральный секретарь ООН Бутрос Бутрос-Гали представит доклад об официальном подписании Мирного соглашения. Постепенная отмена эмбарго после предоставления такого доклада, будет произведена следующим образом:
а) все положения эмбарго будут действовать в течение первых 90 дней;
б) все положения эмбарго будут отменены, за исключением, поставок тяжелого оружия и боеприпасов к нему, наземных мин, военных самолетов и вертолётов в течение последующих 90 дней;
в) действие всех положений эмбарго будет прекращено через 180 дней, если Совет не примет иного решения.
Совет продолжит контроль над вооружениями и будет контролировать ситуацию в регионе, если это потребуется, в то время как Комитету, учрежденному резолюцией 727, было поручено изменить свои руководящие принципы, путём внесения в них поправок.